# Doryctobracon inarmatus
Doryctobracon inarmatus är en stekelart som först beskrevs av Fischer 1968.  Doryctobracon inarmatus ingår i släktet Doryctobracon och familjen bracksteklar. Inga underarter finns listade i Catalogue of Life.